# 하타노 요시나오
하타노 요시나오(일본어: 波多野 敬直, 1850년 11월 13일 ~ 1922년 8월 29일)는 일본 메이지 시대, 다이쇼 시대의 법조인, 관료, 정치가이다. 사법대신과 궁내대신 등을 지냈으며 자작위를 가지고 있었다.

## 생애
히젠국 오기 군 우시즈 정 (지금의 사가현 오기시)에서 오기번사 하타노 노부요리(波多野信倚)의 장남으로 태어났다. 흥양관(興譲館), 대학남교 등을 거쳐 1873년 사법성에 임관했다. 1881년 히로시마 시심 재판소장으로 취임했다. 그 후 사법성 참사관, 교토 지방 재판소장, 대심원 판사, 사법서기관, 하코다테 항소원장, 도쿄 항소원장, 사법차관, 사법총무장관 등을 역임했다. 
1903년 제1차 가쓰라 내각에 사법대신으로 입각했으며, 1906년에는 귀족원 의원에 칙임되었다. 1907년 남작위를 받아 화족의 일원이 되었다. 
1911년 궁내성 동궁대부가 되었으며, 1912년 동궁 시종장, 1914년 궁내대신이 되었다. 하타노의 궁내대신 임명은 쇼켄 황태후가 붕어한 당일에 실행된 극히 이례적인 인사였는데, 이는 전임자인 와타나베 치아키가 비리에 연루되어 파면당한데 따른 것으로 황태후의 붕어 사실도 2일 후에야 공식 발표되는 우여곡절이 있었다. 1917년 자작으로 승작했다. 하타노는 당시 원로의 거두였던 야마가타 아리토모와는 사이가 좋지 않았고, 야마가타가 종종 무리한 말을 건네와서 곤란했다고 회상하는 한편, 야마가타도 하타노 밑에서는 사무가 진척되지 않는다며 불만을 토로한 바 있다. 
1920년 6월 19일, 궁내대신을 전격 사직한다고 발표되었으며, 언론에서도 '잠결에 벼락을 맞았다(寝耳に水)'며 놀라움을 감추지 못했다. 야마가타 아리토모는 그해 5월 15일에 개최된 황족 회의에서 신적강하 문제를 둘러싼 황족들의 반발을 억누르지 못한 하타노의 실수를 지적했고, 이 기회를 빌려 마쓰카타・사이온지 등 다른 원로들과 함께 하타노에게 사직을 권고하자, 하타노는 이를 따랐다. 하라 다카시 수상은 궁중을 자신의 파벌로 채우려는 야마가타의 획책에 의한 것으로 간주했다. 또한, 때마침 불거진 황태자비 후보 구니노미야 나가코 여왕의 색맹 문제가 표면화되자, 그녀를 후보에서 사퇴시키기 위한 일환으로 하타노의 사직을 이끌어냈다는 추측도 있다. 야마가타는 추밀원 고문관에 임용해주겠다고 제안했으나, 하타노는 이를 거부했다.
1922년 73세의 나이로 죽었으며, 정2위가 추증되었다.